# Gliese 849
Gliese 849, o GJ 849, è una piccola stella rossastra (nana rossa) nella costellazione equatoriale dell'Acquario ed è invisibile ad occhio nudo, avendo una magnitudine apparente di 10,41. La stella, in base alla parallasse, si trova a 28,8 anni luce (8,8 parsec) dalla Terra e si sta avvicinando al Sole con una velocità radiale di -15,3 km/s. In orbita intorno ad essa sono stati individuati due pianeti giganti gassosi.
La stella ha circa la metà della massa e delle dimensioni del Sole e ruota lentamente con un periodo di rotazione di circa 40 giorni. L'età stimata della stella è di oltre tre miliardi di anni. Ha una luminosità che è il 2,9% di quella del Sole e una temperatura superficiale di 3.470 K.

## Sistema planetario
Alla fine del 2006, è stato segnalato che un esopianeta di lungo periodo simile a Giove orbitava attorno alla nana rossa per un periodo di poco più di 5 anni. C'era anche un andamento lineare nelle velocità radiali che suggeriva un altro compagno di periodo più lungo. L'andamento delle velocità radiali è stato confermato nel 2013. L’orbita del secondo pianeta extrasolare è stata finalmente determinata nel 2015. Il primo pianeta scoperto, Gliese 849 b, è stato il primo pianeta scoperto in orbita attorno a una nana rossa con un semiasse maggiore maggiore di 0,21 UA.
| Pianeta | Tipo           | Massa                  | Periodo orb.         | Sem. maggiore      | Eccentricità       | Scoperta |
| ------- | -------------- | ---------------------- | -------------------- | ------------------ | ------------------ | -------- |
| b       | Gioviano caldo | ≥0,893+0,094 −0,097 MJ | 1925,31±6,5 giorni   | 2,32+0,11 −0,13 UA | 0,029±0,019        | 2006     |
| c       | Gioviano caldo | ≥0,099±0,011 MJ        | 5990+110 −100 giorni | 4,95+0,25 −0,28 UA | 0,092+0,038 −0,036 | 2015     |